# Trnopolje
Trnopolje (szerbül: Трнопоље), falu Bosznia-Hercegovinában, Bosanska krajina területén, Prijedor községben, a Szerb Köztársaságban. 

## Fekvése
Bosznia-Hercegovina északnyugati részén, a Potkozarje területén, Banja Lukától légvonalban 35, közúton 48 km-re északnyugatra, községközpontjától légvonalban 8, közúton 10 km-re délkeletre, 150 – 160 méteres tengerszint feletti magasságban, a Kozara-hegység és a Saničani-tó közötti sík vidéken fekszik. Több, kis településből áll.

## Népessége
| Nemzetiségi csoport | Népesség 1991 | Népesség 2013 |
| ------------------- | ------------- | ------------- |
| Szerb               | 576           | 600           |
| Bosnyák             | 2667          | 1912          |
| Horvát              | 43            | 11            |
| Jugoszláv           | 48            | 1             |
| Egyéb               | 369           | 138           |
| Összesen            | 3703          | 2662          |

## Története
Trnopoljét a második világháború előtt Trnjaninak hívták. A település 1878-ig tartozott az Oszmán Birodalomhoz, ekkor a berlini kongresszus határozata alapján az Osztrák-Magyar Monarchia része lett. 1879-ben az első osztrák-magyar népszámlálás során a Prijedori járáshoz és Kozarac községhez tartozó településnek 32 háztartása és 154 muszlim lakosa volt. 1910-ben a Kozaraci járáshoz és Kozarac községhez tartozó településen 88 háztartást, 405 muszlim, 40 római katolikus és 49 görög katolikus lakost találtak.
A monarchia szétesésével 1918-ban előbb a Szerb-Horvát-Szlovén Királyság, majd 1929-től a Jugoszláv Királyság része. Jugoszlávia megszállása után a falu a Független Horvát Állam (NDH) része lett. 1945-től a település a szocialista Jugoszlávia része volt, 1963-ig Kozarac községhez tartozott. A boszniai háború idején a település a Boszniai Szerb Köztársaság része volt. A háború alatt a települést 1992-ben teljesen lerombolták, a bosnyák lakosságot elűzték. A száműzött bosnyákok egy része 1999-ben visszatért, és újjáépítette a helyi mecsetet. A daytoni békeszerződést követő területfelosztásnál a település Prijedor község részeként a Szerb Köztársaság területéhez került.

## Nevezetességei
- Trnopoljén a bosznia-hercegovinai háború idején szerb katonai és rendőri hatóságai által létesített koncentrációs tábor működött. A tábor 1992 májusától novemberéig működött. Fennállásának minden pillanatában 4-7000 bosnyákot és horvátot tartottak fogva a táborban, és ez szolgált kiindulópontként a tömeges deportálásokhoz, főként nők, gyerekek és idősek körében. Becslések szerint a tábor fennállásának körülbelül fél éve alatt körülbelül 30 000 fogoly ment át rajta. A táborban elkövetett visszaélések széles listája létezik, a különféle kínzásoktól a nemi erőszakon át a gyilkosságig. A fogságban mintegy kilencven foglyot öltek meg. A volt Jugoszláviával foglalkozó nemzetközi büntetőtörvényszék (ICTY) több szerb ellen is vádat emelt a táborban elkövetett bűncselekmények miatt. A bosznia-hercegovinai háború befejezése után Slobodan Milošević szerb államfő vádiratában is szerepeltek a trnopoljei bűncselekmények, de ő még a per befejezése előtt meghalt.

- Trnopolje első mecsete vályogból és fa minarettel épült a gyülekezet szélén fekvő Elezovići és Hodžići falvak határán. Ezt a mecsetet a gyülekezet helyi kézművesei, Karanfil Sivac és rokonai építették. 1929. augusztus 2-án. soha nem látott viharos szél volt, ami a mecset minaretjét is ledöntötte. Így a trnopoljei mecset 41 évig minaret nélkül állt. A mecset állapota is nagyon leromlott, így új mecsetet kellett építeni. A gyülekezet többsége támogatta, hogy a mecset új helyen, a gyülekezet közepén épüljön fel. Az új mecsetet 1971-ben nyitották meg. A mecset elég nagy volt, a környéken csak a kozaraci mecset volt nagyobb nála. A mecset mellett új imámlakás is épült. 1992-ben ezt a mecsetet is lerombolták a szerb fegyveresek. A régi, minaret nélkül álló mecset azonban megmaradt és ez után az új mecset felépítéséig ezt használták. Az új mecset 2001-ben épült, majd később felépült a minaret is és az imámlakás is.[6]